# Bom Jesus dos Perdões
Bom Jesus dos Perdões este un oraș în São Paulo (SP), Brazilia.